# Assignat

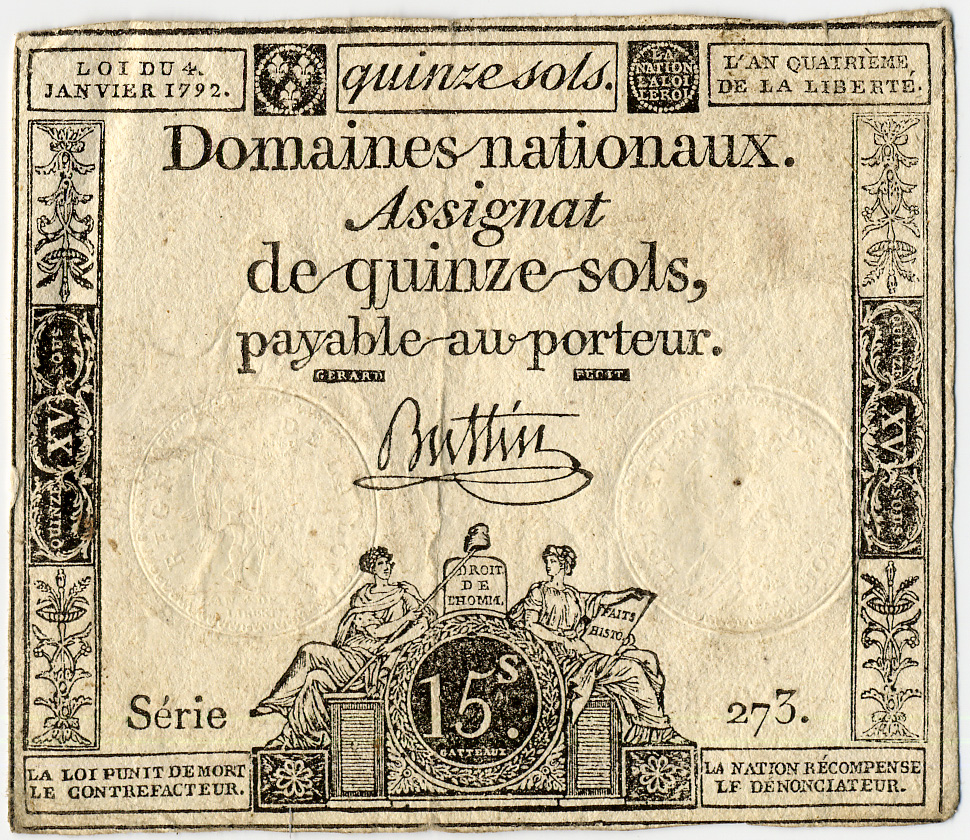
Assignat de 15 sols

O 'assignat' era uma moeda sob a Revolução Francesa.
Na origem, tratava-se de um título de empréstimo emitido pelo Tesouro em 1789, cujo valor estava associado aos bens nacionais. Os assignats tornam-se moeda em 1791, e as assembleias revolucionárias multiplicam sua emissão, o que leva a uma forte inflação. O curso legal dos assignats foi suspenso em 1797.

## História

### Confisco dos bens do clero
Mesmo antes da Revolução, as finanças reais na França estão em um estado catastrófico, com uma dívida avaliada entre 4 e 5 milhões de libras, e a metade do orçamento real é utilizada para amortizar a dívida que só aumenta e serve de renda para diversas pessoas. O risco de bancarrota é grande, a necessidade de dinheiro é urgente. É quando o deputado Charles-Maurice de Talleyrand-Périgord propõe a ideia do confisco dos bens do Clero (ou melhor, sua nacionalização). É desta forma que, em 2 de novembro de 1789, a Assembleia Nacional Constituinte decide que todos os bens do Clero serão « postos à disposição da nação ». Esses bens serão doravante bens nacionais, destinados a serem leiloados para encher os cofres do Estado.

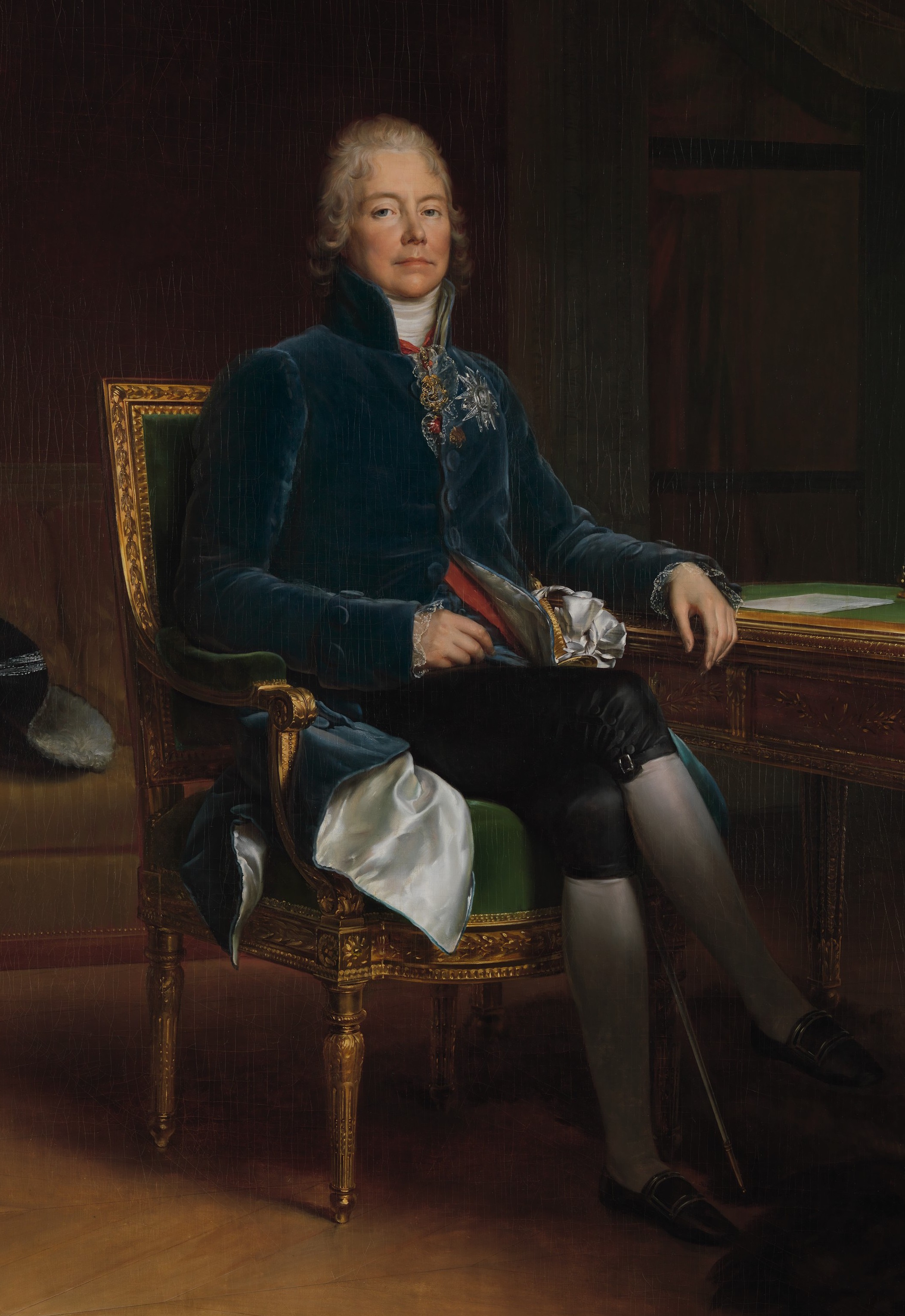
Talleyrand, iniciador do confisco dos bens do Clero

Essa entrada de patrimônio, avaliada entre 2 e 3 milhões de libras, constitui um ganho considerável para as finanças públicas. A venda é confiada à Caisse de l'Extraordinaire (em port.: Caixa do Extraordinário), criada no 19 de dezembro seguinte e organizada definitivamente em 6 de dezembro de 1790.
A venda de tantos bens demanda tempo, no mínimo um ano. É um intervalo bastante grande, os cofres do Estado estarão então vazios e a falência chegara bem antes de tudo estar vendido.
É assim que é decidido criar-se, no mesmo dia da criação da Caisse de l'Extraordinaire, papéis cujo valor está associado aos bens do Clero. Nasce o assignat.

### Início

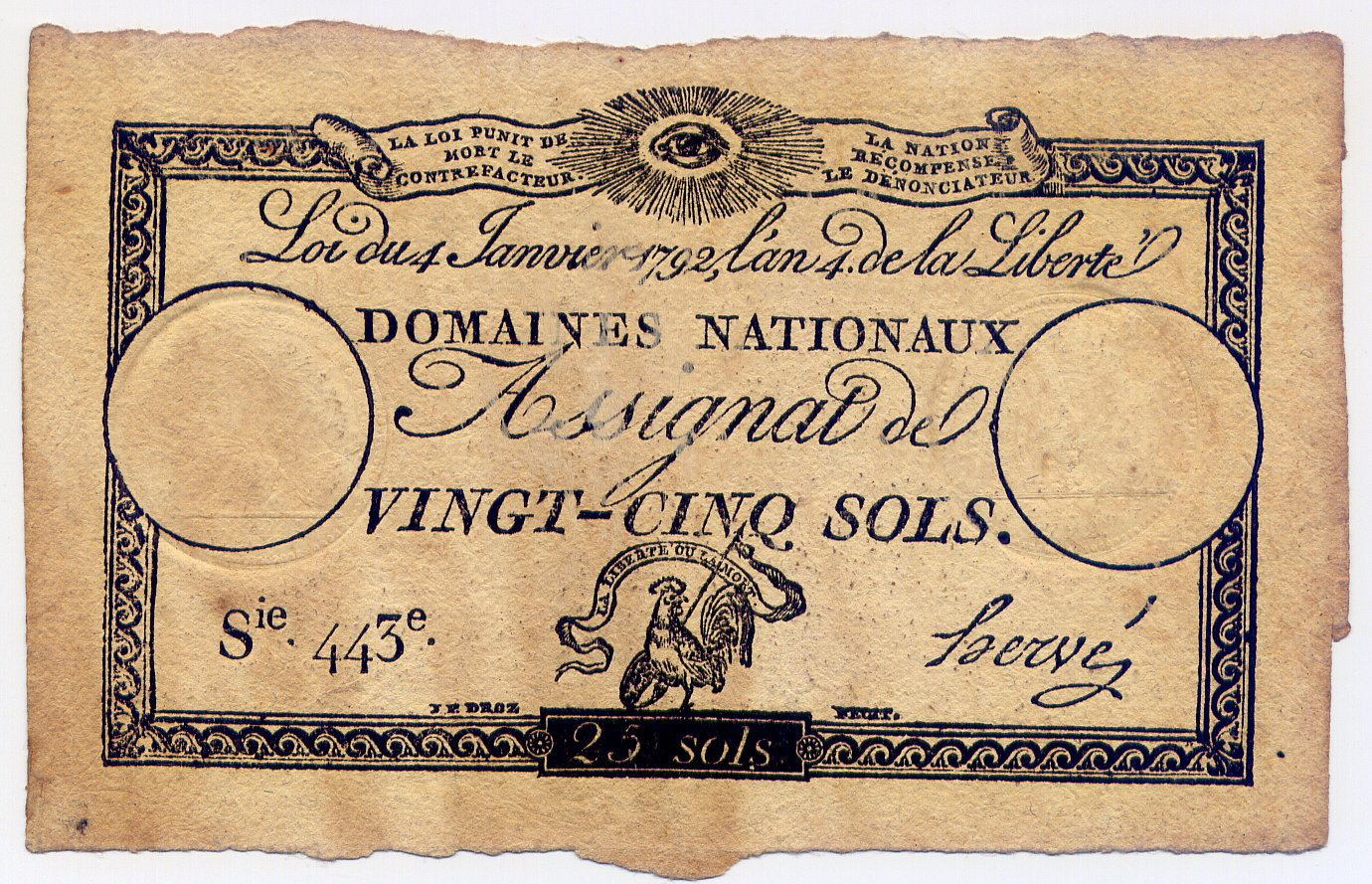
Assignat de 25 sols.

O funcionamento do assignat é simples: como é impossível vender em seguida os bens do Clero, os papéis serão emitidos, representando o valor dos bens. Qualquer pessoa que deseje comprar bens nacionais deve fazê-lo com assignats. É preciso então, antes de tudo, que os particulares comprem assignats junto ao Estado. É desta forma que o retorno de dinheiro se faz. Uma vez a venda efetuada, de volta às mãos do Estado, os assignats devem ser destruídos. Assim, o retorno de dinheiro "fresco" é bem mais rápido do que se fosse preciso esperar a venda real dos bens.
Os primeiros papéis emitidos têm o valor de 1 000 libras. Um valor dessa monta não se destina a servir de moeda para a população e sim para particulares, sendo seu objetivo único o retorno imediato do dinheiro aos cofres do Estado. O valor total da primeira emissão é de 400 milhões de libras francesas.
A ideia está longe de ser unanimidade no seio da Assembleia Nacional Constituinte, que lembra a bancarrota do Sistema de Law. Desta forma, deputados como Talleyrand, Condorcet ou ainda Du Pont de Nemours são totalmente contrários ao projeto. Para eles, o problema maior da emissão dos assignats é que não é preciso haver mais assignats em circulação que o valor dos bens nacionais. Ora, na época, os papéis são facilmente falsificáveis. Existe assim um forte risco de se encontrar em circulação uma quantidade bem maior de assignats do que deveria na realidade haver.
Desde o início de 1790, os primeiros problemas acontecem. Em 30 de março, Anne-Pierre de Montesquiou-Fezensac declara com respeito aos assignats que é «o mais custoso e desastroso dos empréstimos».

### Depreciação
Em 17 de abril, o assignat é transformado em papel-moeda e o Estado, sempre parco em liquidez, o utiliza para todas as suas despesas correntes. A máquina se entusiasma… O Estado não destrói os assignats que recupera; pior, imprime mais assignats que o valor real dos bens nacionais. Jacques Necker, então Ministro das Finanças, decididamente contrário à transformação dos assignats em papel-moeda, demite-se em setembro.
O assignat perde cada vez mais valor; é assim que, em três anos, de 1790 a 1793, perde 60% de seu valor.
Apesar de ver seu valor reduzido, os lances dos bens nacionais continuam ainda bastante altos e apenas pessoas de alto poder aquisitivo conseguem comprá-los. É assim que alguns enriquecem e compram imensos terrenos e edifícios por quase nada, em comparação com o valor real. A supervalorização legal dos assignats permite a compra de bens, por consequência, subvalorizados.
Para sustentar o assignat, muitas leis sucessivas são votadas, cada vez mais duras, como o fechamento provisório da Bolsa de Paris (decreto de 27 de junho de 1793) e o fim da publicação das taxas de câmbio em 1793, de maneira a limitar a especulação, além de altas multas e graves penas de prisão para toda pessoa surpreendida vendendo ouro ou peças de prata ou tratando diferentemente o dinheiro em papel dos metais preciosos, o que compreende a recusa de um pagamento em assignats. Em 8 de abril de 1793, a Convenção decide que o preço de todas as compras ou negócios concluídos com o Estado serão estipulados apenas em assignats, medida estendida em 11 de abril ao setor privado.
Desde os primeiros dias do Terror, em 8 de setembro de 1793, a não-aceitação do assignat é declarado passível de pena de morte, os bens confiscados e o delator recompensado. Em 13 de novembro, o comércio através de metais preciosos é interditado. Em maio de 1794, toda pessoa que perguntasse em que moeda o contrato seria feito seria condenada à morte.
Apesar de tudo isso, os poderes públicos não sabem fazer face à crise econômica que chega e o Estado continua a emitir mais e mais assignats, para financiar a guerra que se seguiu à queda da monarquia. O número de assignats fabricados corresponde a um valor de 2,7 bilhões de libras francesas em setembro de 1792 e 5 bilhões em agosto de 1793. Finalmente, as autoridades acabam por compreender que a depreciação continua dos assignats deve-se a um excesso de emissões. Também uma parcela é retirada de circulação a partir de 1793 através de empréstimos forçados. Descontando as somas recuperadas e queimadas, ainda sobram em circulação 5,5 bilhões. Em Junho de 1794, a criação de um novo bilhão de assignats, em valores indo de 1000 francos a 15 sous, é decretada. Após novas emissões, os assignats postos em circulação passam de 10 bilhões em agosto de 1795 para perto de 45 bilhões de libras francesas em janeiro de 1796, enquanto que a soma total de assignats reais não teriam jamais passado de 3 bilhões, valor dos bens do Clero. A causa da inflação reside na superprodução de assignats, o controle de preços não permitindo baixá-los mas tendo como efeito a criação da penúria.
Um grande número de assignats falsos, fabricados na Bélgica, nos Países Baixos, na Alemanha, na Suíça e na Inglaterra, com a cumplicidade do governo britânico, na época cada vez mais inimigo da França, interessado em acelerar a crise econômica francesa, inundaram o país.

### Fim dosassignats
Por decisão do Diretório, o assignat é finalmente abandonado com pompa, quando todo o material envolvido na fabricação do papel, inclusive suas matrizes, é queimado em público, na Praça Vendôme, em 30 de Pluvioso do ano IV da República (19 de fevereiro de 1796).
Em 18 de março é retirado de circulação contra um novo papel. o mandat territorial. A troca se faz sobre a base de 30 francos (assignat) contra 1 franco (mandat), em lugar de 300 contra 1, seu valor real, o que condena o novo título já em sua emissão. O mandat territorial conhece mais ou menos o mesmo destino do assignat: sua depreciação se faz muito mais rápida que seu predecessor. Em 4 de fevereiro de 1797, é retirado de circulação e a moeda sonante (e capenga) volta a seu lugar.
O assignat é geralmente considerado um fracasso puro. Porém, sua criação não só impediu a falência quase imediata do Estado francês, mas também contribuiu para a redução da dívida e possibilitou encontrar o dinheiro necessário para o financiamento da guerra, nos tempos difíceis do ano II.
A incapacidade do governo para combater a inflação através de sanções cada vez mais pesadas ilustra para o economista Thomas DiLorenzo o carater nefasto de uma política de controle de preços.